# Taxe sur les transactions financières
Pour les articles homonymes, voir Tobin.

Soutien à la taxe Tobin en Europe
Favorable
Opposé
Ne s'est pas prononcé

La taxe sur les transactions financières ou taxe Tobin ou taxe Robin des Bois consiste en une taxation sur les transactions financières.
La taxe Tobin est à l'origine suggérée en 1972 par le lauréat du prix Nobel d'économie James Tobin, comme une taxe sur les transactions monétaires internationales afin de limiter la volatilité du taux de change.

## Historique

### Origines
L'idée d'une taxe sur les transactions financières est ancienne. Elle est notamment défendue par John Maynard Keynes dans le douzième chapitre de sa Théorie générale de l'emploi, de l'intérêt et de la monnaie (1936).
Keynes soutient alors qu'une spéculation excessive des opérateurs financiers augmente la volatilité des taux de change. Pour l'auteur (qui était lui-même un spéculateur), la question clé était la proportion de « spéculateurs » sur le marché et sa préoccupation principale était de voir ces types de joueurs, laissés hors de contrôle, y prendre une place trop importante.
Des taxations sur les achats d'actions existent depuis longtemps dans plusieurs places financières : c'est le cas du stamp duty  un droit de timbre de 0,5 % qui existe depuis le XIXe siècle sur l'achat d'actions anglaises ou de l'Impôt sur les opérations de bourse en France qui existait depuis le XIXe siècle et jusqu'au 1er janvier 2008,,. En Suisse, il existe également un Droit de timbre de négociation s'élevant à 0,075 % du chiffre d'affaires de chaque transaction.

### Contexte
Liées à la fin du système monétaire de Bretton Woods, l'abandon de la convertibilité en or du dollar en 1971 et l'instauration de fait des changes flottants, les propositions de l'économiste James Tobin visent avant tout à limiter les effets néfastes des spéculations à court terme dans le cadre du système des changes flottants afin de prévenir une crise économique grave. Elles se veulent des mesures pragmatiques liées aux dysfonctionnements des changes flottants.
La taxe Tobin est proposée pour la première fois en 1972 par Tobin au cours de ses Janeways lectures données à l'université de Princeton et publiées en 1974 dans l'ouvrage The New Economics a Decade Older,,. Tobin a ensuite renouvelé sa proposition dans son adresse à l'Eastern Economic Association en 1977 publiée dans le Eastern Economic Journal en 1978.

### Concept et définition
Le but de James Tobin dans le développement de son idée d'une taxe sur les transactions de change était de trouver un moyen de gérer la volatilité des taux de change. Selon lui, « les échanges de devises transmettent des perturbations dont la source provient des marchés financiers internationaux. Les économies nationales et les gouvernements nationaux ne sont pas capables de s'adapter à des mouvements massifs de fonds à travers les échanges avec l'étranger, sans réelles difficultés et sans sacrifice significatif des objectifs de la politique économique nationale pour respecter l'emploi, la production et l'inflation ».
Tobin voit deux solutions à ce problème. La première était d'aller « vers une monnaie commune, une politique monétaire et budgétaire et l'intégration économique ». La seconde était d'aller « vers une segmentation financière accrue entre les nations ou les zones monétaires, permettant à leurs banques centrales et aux gouvernements une plus grande autonomie dans leurs politiques adaptées à leurs propres institutions économiques et leurs objectifs ». La solution préférée de Tobin était la première, qu'il ne considérait cependant pas comme politiquement viable. Pour cette raison, il a plaidé pour la seconde approche : « Je recommande donc avec regret la seconde, et ma proposition est de jeter un peu de sable dans les rouages de nos excessivement efficaces marchés monétaires internationaux. ».
La méthode de Tobin pour « jeter du sable dans les rouages » était de proposer une taxe sur toutes les conversions au comptant d'une monnaie en une autre, proportionnelle à la taille de la transaction. Il précise : « Il s'agirait d'une taxe internationale uniforme convenue, administrée par chaque gouvernement sur sa propre compétence. La Grande-Bretagne, par exemple, serait responsable de taxer toutes les transactions inter-devises dans les banques et les courtiers en eurodevises situés à Londres, même si la livre sterling n'a pas été impliquée. Les recettes fiscales peuvent, de manière appropriée, être versées au FMI ou la Banque mondiale. La taxe s'appliquerait à tous les achats d'instruments financiers libellés dans une autre devise - depuis les billets et les pièces jusqu'aux titres de participation. Il faudrait l'appliquer, je pense, à tous les paiements dans une devise de biens, de services et d'actifs immobiliers vendus par un résident d'une autre zone monétaire. Je n'ai pas l'intention d'ajouter encore une petite barrière au commerce. Mais je ne vois pas d'autre façon désinvolte d'empêcher les transactions financières déguisées en commerce ».
La proposition de Tobin vise de ce fait à taxer exclusivement les transactions sur les devises afin de limiter la volatilité des taux de change. Le taux choisi serait faible, avec un ordre de grandeur compris entre 0,05 % et 0,2 %,. Ainsi, les États seraient à même de percevoir des revenus sous forme de pourcentage des transactions économiques opérées sur les devises. L'impact sur les transactions serait limité compte tenu des faibles pourcentages appliqués à ces transactions.

## Propositions
La proposition de Tobin tombe dans l'oubli avant d'être reprise par des économistes et des acteurs politiques et de prendre place sur le devant de la scène au milieu des années 1990.

### Taxe Tobin-Spahn
Le professeur Paul Bernd Spahn propose une taxe à double niveau : le premier niveau est un faible taux applicable aux transactions financières tant que celles-ci restent dans les limites d'une moyenne convenue, le deuxième niveau est un taux élevé qui s'applique automatiquement en cas d'instabilité financière,,,.
Le taux du premier niveau, de l'ordre 0,01 %, est trop faible pour entraver les transactions productives mais constitue déjà un frein aux transactions spéculatives. Celles-ci, en effet, se caractérisent par des échanges financiers très rapides et très nombreux avec des marges bénéficiaires très faibles. C'est la répétition de ces échanges sur un court laps de temps qui permet d'accumuler des bénéfices importants. La taxe Tobin s'appliquant à chacune des transactions grèverait de façon importante le bénéfice final du spéculateur.

### Proposition d'Attac
L'Association pour la taxation des transactions financières et pour l'action citoyenne (Attac) a été créée en France en 1998 pour promouvoir l'idée de la taxe Tobin. Attac reprend la proposition de Tobin mais souhaite taxer l'ensemble des transactions financières plutôt que de se limiter aux transactions sur le marché des devises.

### Affectation de la taxe Tobin
Pour James Tobin, l'objectif de la taxe était simplement de limiter la volatilité des taux de change. Néanmoins, le débat sur la taxe Tobin  a ensuite été lié à l'affectation des ressources procurées par cette taxe.
- La taxe Tobin est aujourd'hui considérée, au même titre que la taxe sur les billets d'avion, comme un financement innovant des politiques de développement[16]. Par exemple l'association ATTAC propose d'utiliser les ressources de la taxe Tobin au financement de l'aide au développement et au financement de la lutte contre le réchauffement climatique[14],[9].
- Dans le contexte de la crise de la dette européenne et de la proposition d'une taxe Tobin européenne, plusieurs voix proposent d'utiliser les ressources de cette taxe à la stabilité financière européenne. Par exemple, Jean-Pierre Jouyet propose d'affecter les ressources au financement du fonds européen de stabilité financière[14].

## Analyse économique

### Effet sur la volatilité
L'effet sur la volatilité du taux de change est discuté :
Pour John Maynard Keynes, l'introduction d'une taxe sur les transactions financières aurait pour effet de diminuer la spéculation et par conséquent la volatilité des marchés financiers. Milton Friedman, au contraire, doute que la spéculation ait un effet déstabilisateur sur les marchés.
L'économiste Joseph Stiglitz soutient la mise en place d'une taxe Tobin à la fois pour financer des biens publics mondiaux et pour limiter la volatilité sur les marchés financiers25. L'économiste américain Lawrence Summers soutient également le principe d'une telle taxe.
Certaines études ont étudié l'effet des coûts de transactions en général sur la volatilité des marchés : 
- Ronen et Weaver (2001), Bessembinder (2001), Bessembinder et Rath (2002) ont critiqué l'hypothèse de stabilisation exprimée par James Tobin. Plusieurs études fondées sur des changements exogènes de la structure des marchés, à la suite de nouvelles réglementations, ont montré, selon ces économistes, que des augmentations de prix de transaction entraînent systématiquement une plus grande instabilité[précision nécessaire].
- L'étude empirique de Aliber, Chowdry et Yan montre que des coûts de transaction plus élevés augmentent la volatilité du taux de change[21].
- L'économiste Harald Hau montre à partir d'une étude menée sur la bourse de Paris qu'une augmentation des coûts de transaction augmente la volatilité. Il en conclut que l'introduction d'une taxe Tobin aurait le même effet[20].
- L'étude d'économie expérimentale menée par Hanke et ses coauteurs montre que l'effet sur la volatilité dépend de l'existence de paradis fiscaux et de la taille du marché[22].
- En dépit de son taux très faible, elle constituerait un frein aux échanges en général, étant donné qu'elle serait également prélevée sur des transactions de paiement et transfert non-spéculatives, du fait des entreprises fonctionnant en réseau, et des contraintes d'optimisation de trésorerie en temps réel. Ainsi, selon The Economist, la Suède a abandonné une expérimentation de Taxe Tobin mise en place dans les années 1990 car elle avait entraîné une forte baisse des échanges[23]. Le montant était de 0,5 % soit dix fois plus. La Suède était le seul pays à l'appliquer, voir paragraphe ci-dessus. Par contre, le Royaume-Uni, Taïwan, la Corée du sud et Hong-Kong taxent les actions [24], Taiwan et l'Inde taxant aussi les contrats à terme et les options, Taïwan et la Suisse les obligations.

### Limite empirique au taux de taxation
Le montant des transactions financières de l'année 2008 est évalué à 1 600 000 milliards d'euros. Si on considère que la taxation aboutit à des flux monétaires réels, ceux-ci ne peuvent être supérieurs à la masse monétaire dite M1, qu'on peut estimer en 2008 au plus à 19 000 milliards de dollars. Si la totalité des transactions financières sont taxées, le taux de taxation maximum ne peut être, sur la base des données de 2008, que de 19⁄1600, soit 1,2 % au maximum, par division des deux grandeurs précédentes[réf. nécessaire].

### Incidence fiscale
D'après McCulloch et Pacillo, il existe encore peu de travaux sur l'incidence fiscale de la taxe Tobin.
- Elle peut faire reposer le coût de la taxe non pas sur les organismes financiers ou spéculateurs mais sur les utilisateurs finaux de ces produits. En effet, les teneurs de marché doivent maintenir une activité profitable pour exister et une taxe sur les transactions de X % induirait nécessairement une augmentation de X % du spread, c'est-à-dire de la fourchette d'offre et de demande. Le prix de la taxe serait donc directement reporté sur les activités d'investissement et de couverture, vitales pour l'économie.
- Sur le marché obligataire, ces utilisateurs finaux peuvent être à la fois les émetteurs de dette (États), ou les créanciers (investisseurs finaux). Cela revient pour les États au mieux à se taxer eux-mêmes, au pire à tuer le marché de la dette (et entraîner un défaut en chaine des États). Étant eux-mêmes les plus gros emprunteurs sur ces marchés (en centaines de milliards), cette taxe augmenterait le taux payé par les États, ce qui alourdirait la charge de la dette, qui serait compensée par les entrées en taxes. Les États profitent également de la liquidité du marché qu'ils menacent par cette taxe (fuite des capitaux vers d'autres marchés), entraînant une hausse des taux sans doute plus importante que la première.
- Face à l'impossibilité d'assurer la liquidité des marchés face à une application uniforme de la taxe Tobin, les États sont tentés de mettre en place un système d'exemptions pour les banques et organismes financiers. C'est le cas de la Grande-Bretagne où le public, les entreprises et les investisseurs paient la taxe contrairement aux banques, qui représentent pourtant le cœur de la spéculation censée être endiguée.
- Ainsi, elle constituerait une source de profit pour les établissements pratiquant l'ingénierie financière, capables de mettre au point des systèmes de compensation et des contrats dérivés contrant les effets de cette mesure. À titre d'illustration, la création du marché des Eurodollars dans les années 1970 avait contourné les entraves réglementaires au replacement des avoirs en dollars externes aux États-Unis, pour le plus grand profit des places financières de Londres et Luxembourg.

### Difficulté de mise en œuvre
- Certains, comme l'association ATTAC, pensent qu'il suffit d'un accord entre les grandes puissances industrielles, par exemple les pays du G7, pour mettre en place la taxe Tobin[17]. C'est aussi l'avis d'un rapport commandé en 2011 par le ministère des Affaires étrangères et européennes  de la France et rédigé par un groupe d'économistes et de juristes. Ce rapport propose un projet de traité international permettant à un groupe de pays, comme ceux de l'Union européenne, de prendre l'initiative de créer la taxe Tobin, ou plus généralement, une taxe sur les transactions financières[28].

- Elle serait dans une certaine mesure difficilement compatible avec le secret bancaire, parce qu'elle nécessite la traçabilité des transactions financières, secret fortement remis en cause en 2016, y compris en Suisse à la suite de différents scandales[réf. nécessaire]. Il y aurait ainsi des difficultés juridiques à instaurer ce système.

- Elle devrait être mise en place à une échelle mondiale ou continentale, ce qui implique une entente difficile à obtenir : une action isolée de quelques pays aurait des effets négatifs sur leur économie. En effet, les pays jouissant actuellement d'une dominance mondiale sur les marchés de par la faiblesse de leurs coûts de transactions et d'investissement, s'ils instauraient une telle taxe, feraient instantanément fuir toute l'activité boursière vers d'autres pôles financiers moins taxés. Dans de tels cas, nombreuses sont les places désireuses d'attirer des capitaux et les intervenants en refusant d'appliquer cette taxe. En outre, selon The Economist, quand bien même elle serait mise en place à une échelle globale, il serait possible de l'éviter par de l'ingénierie financière.

- Pour éviter ces contournements, une autre approche consisterait à utiliser le support juridique de la redevance de brevet plutôt que de la taxe. Grâce aux accords internationaux existants sur les brevets, il serait en effet possible d'obtenir le même niveau de collecte sans concertation préalable des pays concernés. En contrepartie, ceci ne concernerait en revanche que les transactions effectuées grâce à des plateformes informatiques[29].

- La taxe (dans le cas où les transactions infra-journalières sont aussi taxées) serait une atteinte à la rentabilité du trading à haute fréquence qui représente le plus gros volume d'achats d'action sur les places boursières. Il impliquerait donc une remise en cause profonde de leur fonctionnement actuel. C'est la raison pour laquelle l'élargissement de la taxation à partir de 2018 aux transactions infra-journalières a été écarté par l'assemblée nationale[30].

## Propositions politiques et mises en œuvre
En 1984, la Suède met en place une taxe de 0,5 % sur les transactions financières sur son marché d'actions, ensuite étendue au marché des obligations. Mais, elle est abandonnée en 1990 à la suite du déplacement des transactions vers des marchés ou des instruments financiers non taxés, entraînant un effondrement des transactions à la bourse de Stockholm (- 50 % en 3 ans) restreignant très fortement l'augmentation des recettes fiscales (50 millions de Couronnes en moyenne par an au lieu des 1,5 milliard prévus).

### Reprise de l'idée
Le candidat socialiste à l'élection présidentielle française de 1995, Lionel Jospin, inclut cette mesure dans son programme,.
En décembre 1997, le directeur du Monde diplomatique, Ignacio Ramonet, propose dans un éditorial de créer une organisation non gouvernementale internationale pour une taxe Tobin d'aide au citoyen. Cet éditorial est à l'origine de la création en juin 1998 de l'association ATTAC qui a beaucoup œuvré pour populariser la notion de taxe Tobin,. La taxe Tobin est devenue une mesure phare pour les mouvements altermondialistes. À partir de ce moment-là, le débat sur la taxe Tobin devient associé au financement de l'aide au développement.
James Tobin a pris ses distances avec l'utilisation faite de son idée. Il déclarait ainsi en 2001 : « J'apprécie l'intérêt qu'on porte à mon idée, mais beaucoup de ces éloges ne viennent pas d'où il faut. Je suis économiste et, comme la plupart des économistes, je défends le libre-échange. De plus, je soutiens le Fonds monétaire international (FMI), la Banque mondiale et l'Organisation mondiale du commerce (OMC), tout ce à quoi ces mouvements s'en prennent. On détourne mon nom »,.
En revanche, l'économiste Joseph Stiglitz soutient dès 2002 la mise en place d'une taxe Tobin à la fois pour financer des biens publics mondiaux et pour limiter la volatilité sur les marchés financiers.
L'économiste américain Lawrence Summers soutient également le principe d'une telle taxe.
Le 20 janvier 2000, au Parlement européen, a été mise aux voix une résolution — signée par les groupes PSE (socialistes), Verts-ALE, GUE/NLG (Gauche unitaire, où siègent notamment les élus du PCF) et ELDR (libéral), rejoints par deux membres du groupe UEN — demandant notamment à la Commission européenne de présenter dans les six mois un rapport sur la faisabilité de la taxe Tobin. Finalement, le texte soumis a été repoussé à une très faible majorité (229 voix contre 223) par la droite libérale (ainsi que les députés britanniques du Labour).
Le Parti Socialiste Européen (PSE) défend la mise en place d'une taxe sur les transactions financières dès les années 2000 pour financer le budget européen[source insuffisante].
Le 19 novembre 2001, l'Assemblée nationale française vote le principe d'une taxe Tobin sur le marché des devises en précisant que cette taxe entrerait en vigueur à la condition que tous les pays de l'Union européenne votent la même loi,.
La Belgique a voté la même loi en 2004.

### Depuis la crise économique de 2008
Avec la crise économique de 2008, l'idée d'une taxe Tobin connaît une nouvelle popularité en Europe.
En 2009, Adair Turner, président de l'autorité britannique des services financiers (FSA) et ancien dirigeant de la confédération de l'industrie britannique (CBI), se prononce en faveur d'une telle taxe,,.
La prise de position d'Adair Turner a relancé le débat sur la taxe Tobin. Le premier ministre britannique Gordon Brown reprend cette proposition en la mettant à l'agenda du G20 de novembre 2009. L'économiste Paul Krugman apporte son soutien à la proposition Turner-Brown d'une taxe portant sur l'ensemble des transactions financières. Mais le Fonds monétaire international juge cette taxe trop difficile à mettre en œuvre. Dominique Strauss-Kahn, alors président du FMI, a déclaré que « les transactions financières étant très difficiles à mesurer, une telle taxe serait très facile à contourner. »

#### Débats politiques dans l'Union européenne
À l'occasion du sommet de Copenhague de décembre 2009, les eurodéputés Vincent Peillon, Eva Joly, Daniel Cohn-Bendit, Marielle de Sarnez et Harlem Désir proposent d'affecter les ressources de la taxe Tobin au financement de la lutte contre le changement climatique dans les pays en développement.
Le 10 mars 2010, les élus européens se sont prononcés à une large majorité pour l'introduction d'une taxe sur les transactions financières, dont les recettes évaluées à 200 milliards d'euros par an dans l'UE permettraient de financer des projets européens. La proposition était contenue dans un amendement à une résolution présentée par l'élue socialiste grecque Anni Podimata, résolution qui a été approuvé par l'hémicycle européen et qui demandait à l'Union européenne d'encourager l'instauration d'une taxe sur les transactions financières à l'échelle mondiale,,. En juin et octobre 2010, ce sont deux nouvelles tentatives des socialistes au Parlement européen, dont la Française Pervenche Bérès à travers son rapport sur la crise, de faire adopter le principe d'une taxe sur les transactions financières mais cette fois-ci à l'échelle européenne,. Après des débats houleux, en mars 2011, le rapport d'Anni Podimata, est approuvé en session plénière et appelle de ses vœux l'introduction d'une taxe sur les transactions financières au niveau européen,. Le 9 mars 2011, le Parlement européen vote le principe d'une taxe sur les transactions financières qui pourrait rapporter 200 milliards d'euros. La décision n'a pas cependant, à ce jour, été approuvée par le conseil des ministres européens.
De nouveau le 8 juin 2011, la Parlement européen appelle à l'introduction d'une telle taxe. Le 29 juin 2011, cette dernière a présenté ses pistes de travail quant au futur budget de l'Union, parmi lesquelles, une taxe sur les transactions financières. Les négociations s'annoncent ardues entre la Commission européenne, le Parlement européen et le Conseil de l'Union européenne. La proposition de taxe Tobin est reprise en juin 2011 par la commission européenne. Le 28 septembre dans son discours sur l'état de l'Union, le président de la Commission, José Manuel Barroso confirme le projet de mise en place d'une taxe financière au plus tard pour 2014. Le 16 août 2011, Nicolas Sarkozy et Angela Merkel annoncent à leur tour leur volonté de mettre en place une taxation des transactions financières pour répondre à la crise des dettes européennes. La proposition est ensuite défendue par Nicolas Sarkozy au G20 de Cannes en novembre 2011. Un amendement voté par le sénat le 18 novembre 2011 a pourtant été rejeté par Valérie Pécresse membre du gouvernement Fillon qui a déclaré : « pour être viable, la taxe sur les transactions financières doit être mise en œuvre au moins à l'échelle européenne et même, de préférence, au niveau mondial, faute de quoi elle sera nécessairement contournée ».
Le 16 février 2012, l'Assemblée nationale française adopte toutefois le principe d'une taxe limitée à la France qui pourrait rapporter un milliard d'euros et qui serait mise en œuvre en août 2012. La taxe de ce projet ne concerne toutefois pas le trading haute fréquence. Le 13 mars 2012, le conseil des ministres des finances de la zone Euro ne dégage pas de consensus pour la mise en place d'une taxe en zone euro. Le 23 mai 2012, le Parlement européen approuve les modalités d'une taxe sur les transactions financières présentée le 28 septembre 2011 par la Commission européenne et susceptible selon elle de rapporter 55 milliards d'euros par an. Lors du sommet du G20 de Los Cabos, les 18 et 19 juin 2012, le président de la République française François Hollande déclare qu'elle entrera en vigueur dans les pays de l'Union Européenne qui le souhaitent en 2013.
En janvier 2013, les ministres européens des Finances donnent leur accord au lancement d'une taxe sur les transactions financières (TTF) à partir de 2014-2015. Selon le quotidien Le Figaro, « les échanges d'actions et d'obligations seraient taxés à un taux de 0,1 % et les contrats dérivés à un taux de 0,01 % ». Les recettes escomptées varient entre 10 et 30 milliards d'euros et leur usage est encore davantage discuté : finance du budget européen (Bruxelles), aide au développement (Paris), éducation (Vienne), trésor national (Berlin). En Juin 2019, il est envisagé dans le cadre d'un projet européen de coopération renforcé (accord minimum de 9 états), un calendrier qui amènerait la commission européenne à présenter un projet d'ici 2024. Il semble cependant y avoir une contradiction d'intentions entre le principe d'une mise en place dans le cadre d'un projet de coopération renforcé, et celui de faire présenter le projet par la commission européenne. A ce stade des blocages apparaissent également sur la répartition du produit de la taxe, alors que le principe d'une affectation au niveau national des produits collectés au niveau national ne semble pas avoir été envisagé. Cependant, les exemples:
- de l'instauration d'une taxe sur les transactions financières depuis le 1 janvier 2017 en France[63],[30]
- du vote d'une taxe sur les Gafa en 2019, en France[64]
- de l'absence d'un taux commun de taxe carbone au niveau européen [65]

montrent que l'instauration d'une décision fiscale peut se faire au niveau national, sans nécessairement d'accord au niveau européen.
Le débat revient dans les institutions européennes pour l'élaboration du budget de l'Union européenne  au cours de l'année 2020. Selon les analyses de  Mediapart, la France fait partie des principaux opposants à l'instauration d'une taxe sur les transactions financières efficace, c'est-à-dire apportant plus  de seulement quelques milliards de recettes,.